# Mae Nam Lop Buri
Der Mae Nam Lop Buri (Thai: แม่น้ำลพบุรี, „Lop-Buri-Fluss“), oder nur Lop Buri, ist ein Fluss in Zentralthailand. Er ist etwa 95 km lang.
Der Lop Buri zweigt bei Tambon Bang Phutsa, Provinz Sing Buri, aus dem Mae Nam Chao Phraya ab und fließt dann nach weiter nach Süden. Nachdem er die Amphoe Tha Wung und die Stadt Lop Buri durchströmt hat, geht er zusammen mit dem Mae Nam Pa Sak wieder in den Chao Phraya. Dabei bilden die Flüsse eine Art Rechteck, so dass sich eine Insel gebildet hat. Hier wurde im 14. Jahrhundert die spätere Hauptstadt Ayutthaya gegründet. 